# Xueiv
Xueiv és una pel·lícula francesa dirigida per Patrick Brunie i estrenada el 1984.

## Argument
A un costat hi ha la gent gran. "És lleig, fa pudor". diuen els nens. De l'altra, hi ha Xueiv. Sense peus ni cap. “És que la primavera avança cap a la tardor o la tardor avança cap a la primavera? »…
D'una banda, hi ha temps. I a l'altre extrem dels temps, la mort. Entremig, hi ha vida. Treball, joventut oblidada, cansament, esperances decebudes. Arrugues. I, just abans del final, potser, l’asil. On la soledat.
A les finestres amb parets en ruïnes, totes les velles es diuen Juliette. Ja no es creuen els Romeus fatxendes, elfs verds plens d'afecte, que els declaren: “Us estimo! ". Van vessar una llàgrima davant de l'estàtua d'alabastre amb les seves formes perfectes que mai van tenir... S'aferren fredament a un nino vell: el seu darrer company.
Allà fem festa. On la mascarada. "La vida és una festa. Una festa sense mi”...
Xueiv no es pot resumir, no es pot reduir a una història. En cas contrari el de la vida. El devenir no existeix. Només s'està fent gran. El treball de fàbrica ha desgastat l'existència...

## Repartiment
- Brigitte Fossey
- Rufus
- Albert Delpy
- Michel Peyrelon